# Bounnhang Vorachith
Bounnhang Vorachith, född 15 augusti 1937 i Savannakhet, är den nuvarande presidenten i Laos och generalsekreterare för Laotiska revolutionära folkpartiet. Han var Laos premiärminister mellan 2001 och 2006 och Laos vicepresident mellan 2006 och 2016.